# Колцень
Колцень, Колцені (рум. Colțeni) — село у повіті Бузеу в Румунії. Входить до складу комуни Козієнь.
Село розташоване на відстані 104 км на північ від Бухареста, 30 км на північний захід від Бузеу, 117 км на захід від Галаца, 80 км на південний схід від Брашова.

## Населення
За даними перепису населення 2002 року у селі проживали 56 осіб, усі — румуни. Усі жителі села рідною мовою назвали румунську.